# امیر انتظام الملک
غلامرضا خان کلانی (زاده: ۵ فروردین ۱۲۶۸ طبس، درگذشته: تیرماه ۱۳۳۳ مشهد) ملقب به ((امیر انتظام الملک)) آخرین نائب الحکومه منطقه دیهوک و یکی از مشهورترین و پر نفوذترین شخصیت‌های تاریخ خراسان به‌شمار می‌رفت.
مرحوم انتظام حاکمی شجاع و عادل بود. او برای آبادانی مناطق تحت نفوذ خود بسیار کوشید و سعی داشت اهالی منطقه از رفاه نسبی مناسب با زمان خود برخوردار باشند. آن مرحوم که برای گسترش علم و دانش اهمیت خاصی قائل بود، قطعه زمين وسيعي را از املاك شخصي خود به احداث مدرسه اختصاص داد، که هم اکنون نیز به نام دبیرستان شبانه روزی انتظام دایر می‌باشد.

## زندگی شخصی

### خاندان
خاندان شیبانی یا زنگویی ، خاندانی عرب تبار  از اعراب بنی‌شیبان و سلسله نسبشان به معد بن عدنان ختم می‌شود و محل سکونتشان در جزیرة‌العرب و حدود عراق و بین‌النهرین بوده است. که پس از حمله اعراب به ایران در منطقه جنوب خراسان ساکن شدند. 
خاندان عرب شیبانی در دوره نادر شاه افشار به قدرت رسیدند. 
این سلسله خوانین و حاکمان طبس در مناطق تحت کنترل خود افرادی را به عنوان نایب الحکومه تعیین کرده بودند. از جمله در منطقه دیهوک، غلامرضا خان کلانی ملقب به انتظام نایب الحکومه بود.

### کودکی و نوجوانی
غلامرضا خان کودکی و نوجوانی را در شهر طبس و ییلاقات اطراف آن گذراند. هم‌زمان با تحصیل، رزم، اسب دوانی و تیراندازی راهم آموخت.

### ازدواج و فرزندان[۳]
غلامرضا خان از پنج ازدواج خود دارای ١۴ فرزند شد. 
اولین فردی است که از هر شهر تحت نفوذ خود یک همسر را اختیار نمود و با ساکن نمودن خانواده در آن شهر و حضور هفتگی خود در آن شهرها، موجب ثبات، انضباط و انتظام منطقه گردید.

### زمینه و زمانه
ناپایداری قدرت از محمد علی شاه تا احمد شاه و نهایت رضا شاه که منجر به اتفاقاتی از جمله: نهضت مشروطه، عزل محمد علی شاه، تعیین نائب السلطنه، فروپاشی قاجاریه، تأسیس سلسله پهلوی، شکل‌گیری ایران نوین با تکیه بر دولت مرکزی و حذف حکومت‌های محلی و … انجامید.

## اقدامات
1. تأسیس مدارس انتظام.
2. احداث درمانگاه.
3. وقف زمین برای استقرار نهادها، ادارات و بانک‌ها.
4. اهدای زمین برای ایجاد خانه‌های سازمانی.
5. ساخت مساجد، هیئت و تکایا.
6. وقف مزارع، باغات، قنوات و چشمه‌ها.

۷. ایجاد باغ شهر «انتظامیه» با احداث ۲۴ باغ هریک به وسعت یک هکتار.
1. احداث خیابان و میدان «انتظام» و استقرار کامل امکانات شهری (رستوران، فروشگاه و بانک و…
2. ساخت عمارت‌های تابستانی در شهرهای تون، طبس و بجستان و روستاهای دیهوک و بشرویه
3. همکاری با حاکمان مناطق اطراف از جمله با محمدابراهیم علم امیر مناطق قائنات و سیستان